# Cimetière militaire britannique de la colline de Villers
Le Cimetière militaire britannique de la colline de Villers (Villers Hill British Cemetery) est l'un des 5 cimetières militaires de la Première Guerre mondiale situés à Villers-Guislain (Nord). Les 4 autres cimetières sont Gauche Wood Cemetery, Meath Cemetery, Targelle Ravine British Cemetery et Villers-Guislain Communal Cemetery.

## Historique

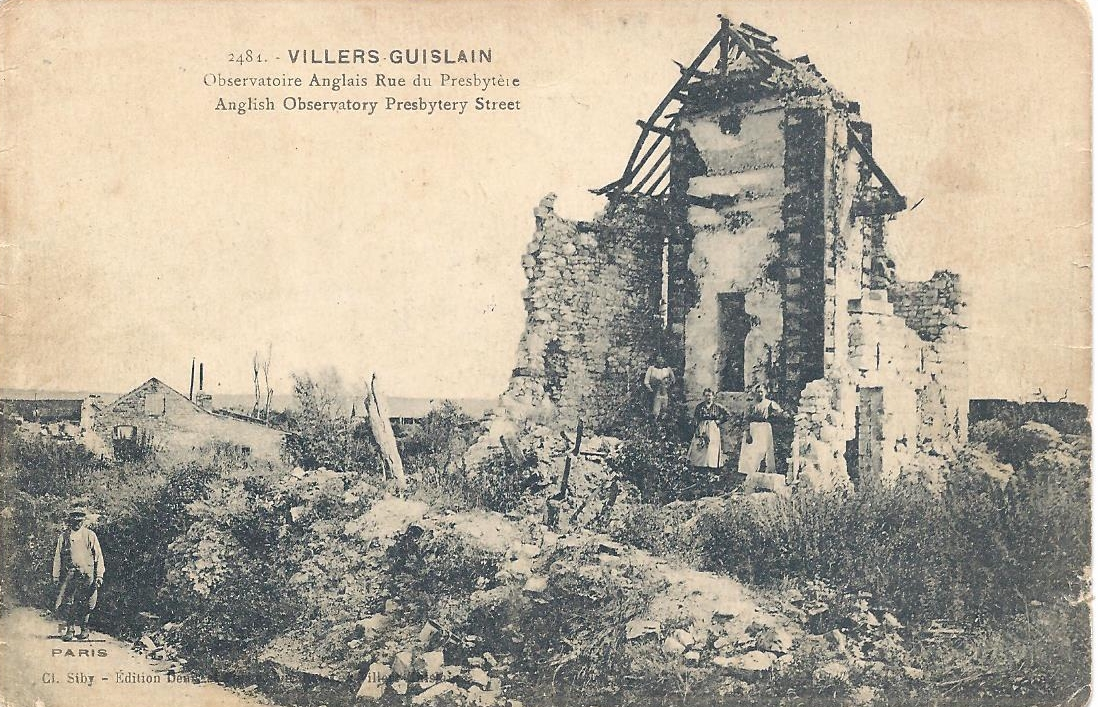
Ruines de l'église ayant servi d'observatoire aux Anglais vers la fin de la guerre.

Villers-Guislain fut occupé par les Allemands dès le début de la guerre le 28 août 1914 et le resta jusqu'en avril 1917, date à laquelle il fut repris par les forces du Commonwealth. Il fut perdu le 30 novembre 1917 lors des attaques allemandes de la bataille de Cambrai malgré les attaques féroces de la Division des Gardes et des chars. Le village a finalement été abandonné par les Allemands le 30 septembre 1918 après de violents combats.

## Localisation
Le cimetière se trouve en pleine campagne, à 2 km au sud-est de Villers-Guislain. On y accède par un chemin agricole peu carrossable.

## Caractéristiques
Le cimetière britannique de Villers Hill a été commencé le 3 octobre 1918 et utilisé jusqu'à la mi-octobre. Il a ensuite été agrandi après l'armistice lorsque des tombes ont été apportées des champs de bataille et des cimetières allemands des environs. Les 600 tombes allemandes (dont certaines ont été apportées après l'armistice) ont été enlevées en 1922. La grande majorité des tombes dans ce cimetière sont celles des officiers et des hommes qui sont morts en avril 1917, novembre-décembre 1917, mars 1918 et septembre 1918. Le cimetière contient maintenant 732 sépultures du Commonwealth et commémorations de la Première Guerre mondiale, dont 350 ne sont pas identifiées mais il existe des monuments commémoratifs spéciaux à sept victimes connues ou soupçonnées d'être enterrées parmi elles. Le cimetière contient également 13 sépultures allemandes.
Cet imposant cimetière de plan trapézoïdal a été conçu par Charles Holden.

## Galerie

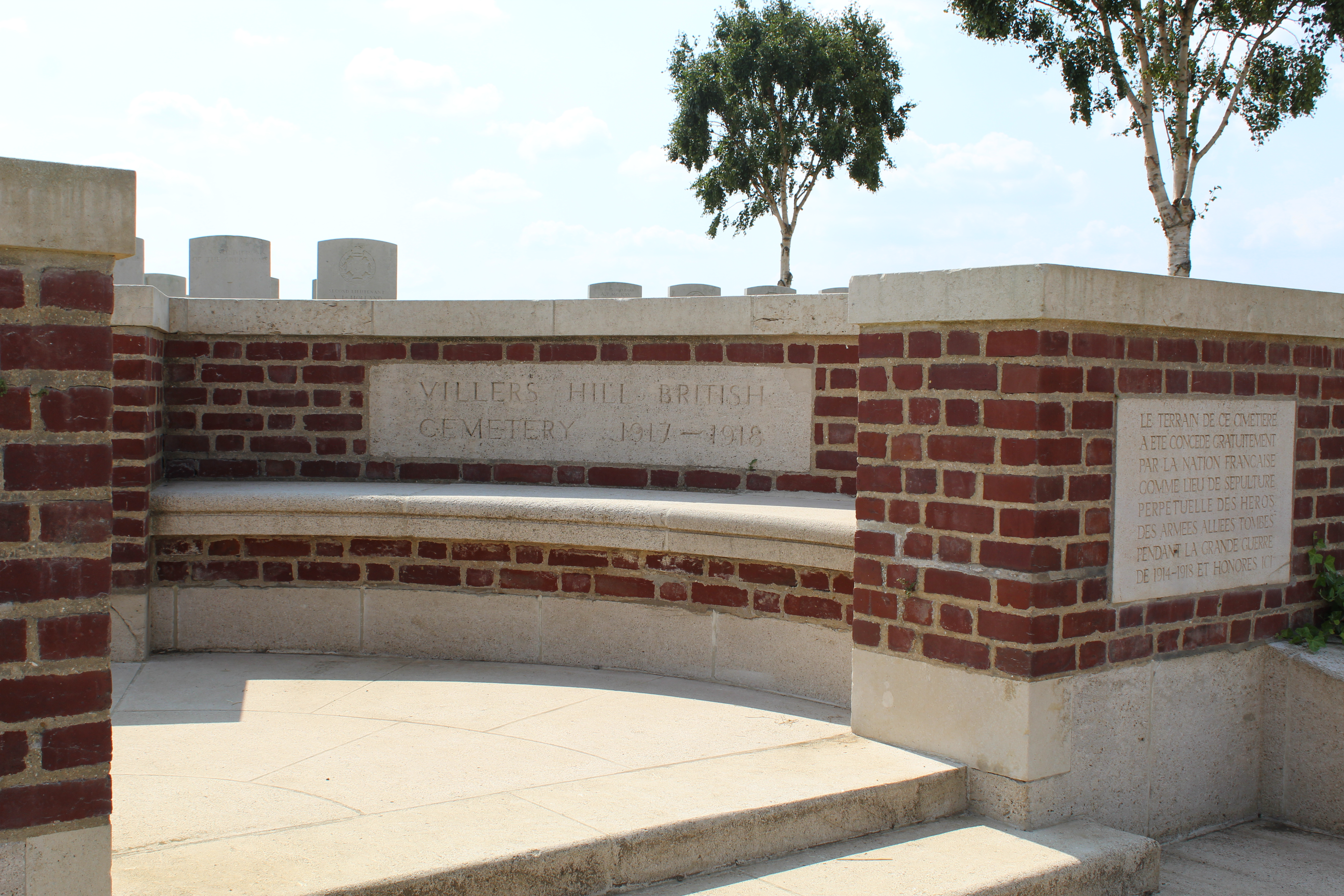
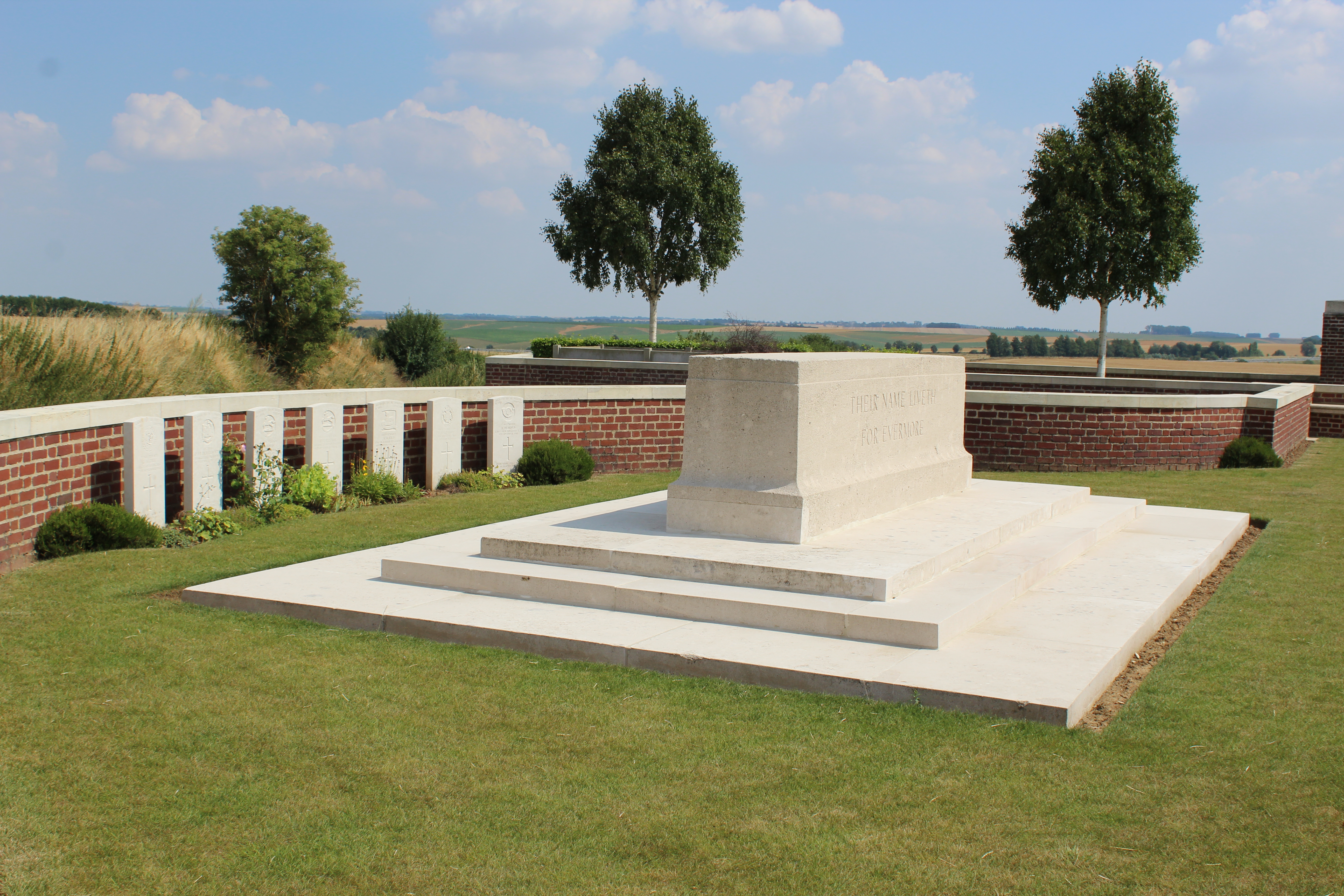
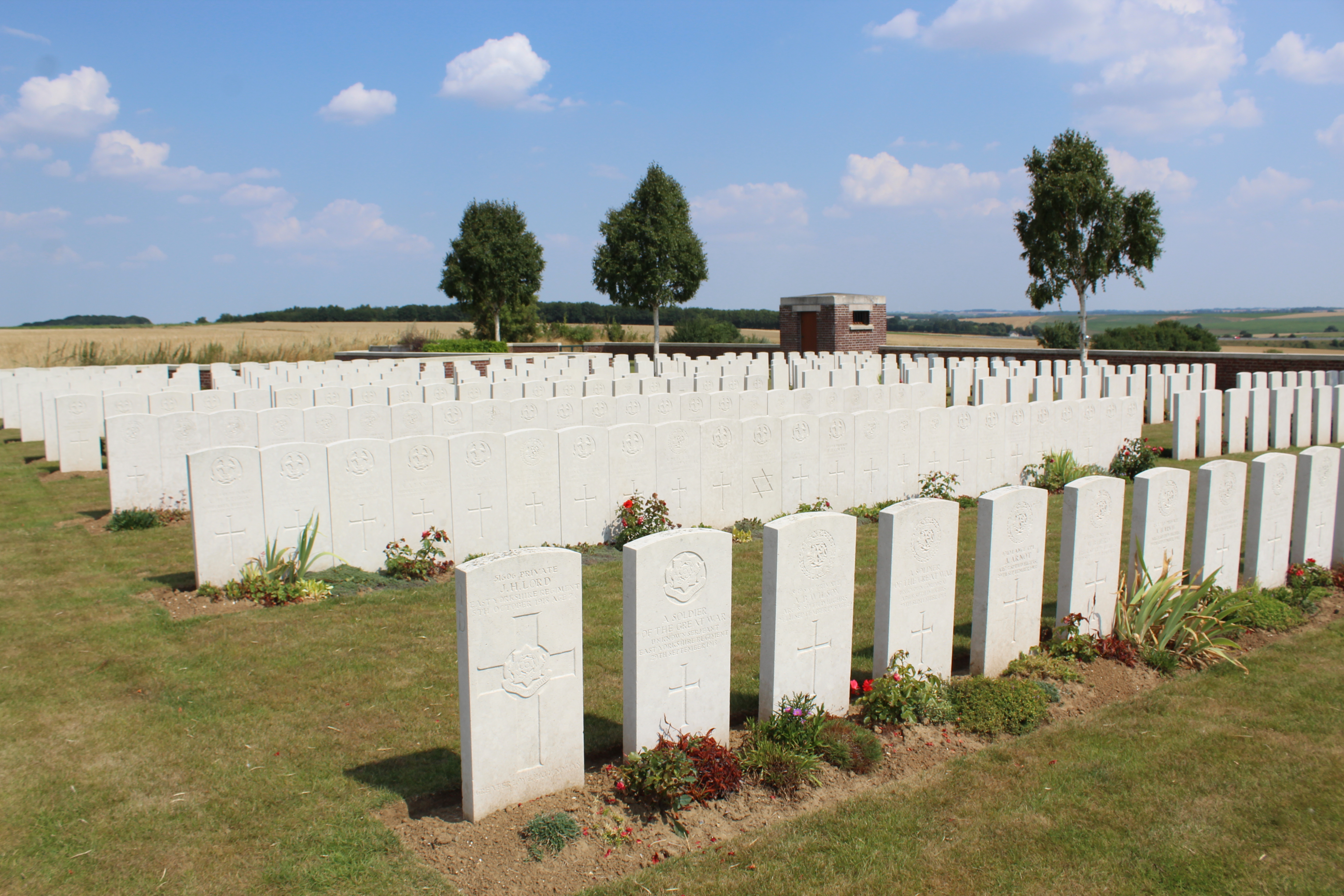
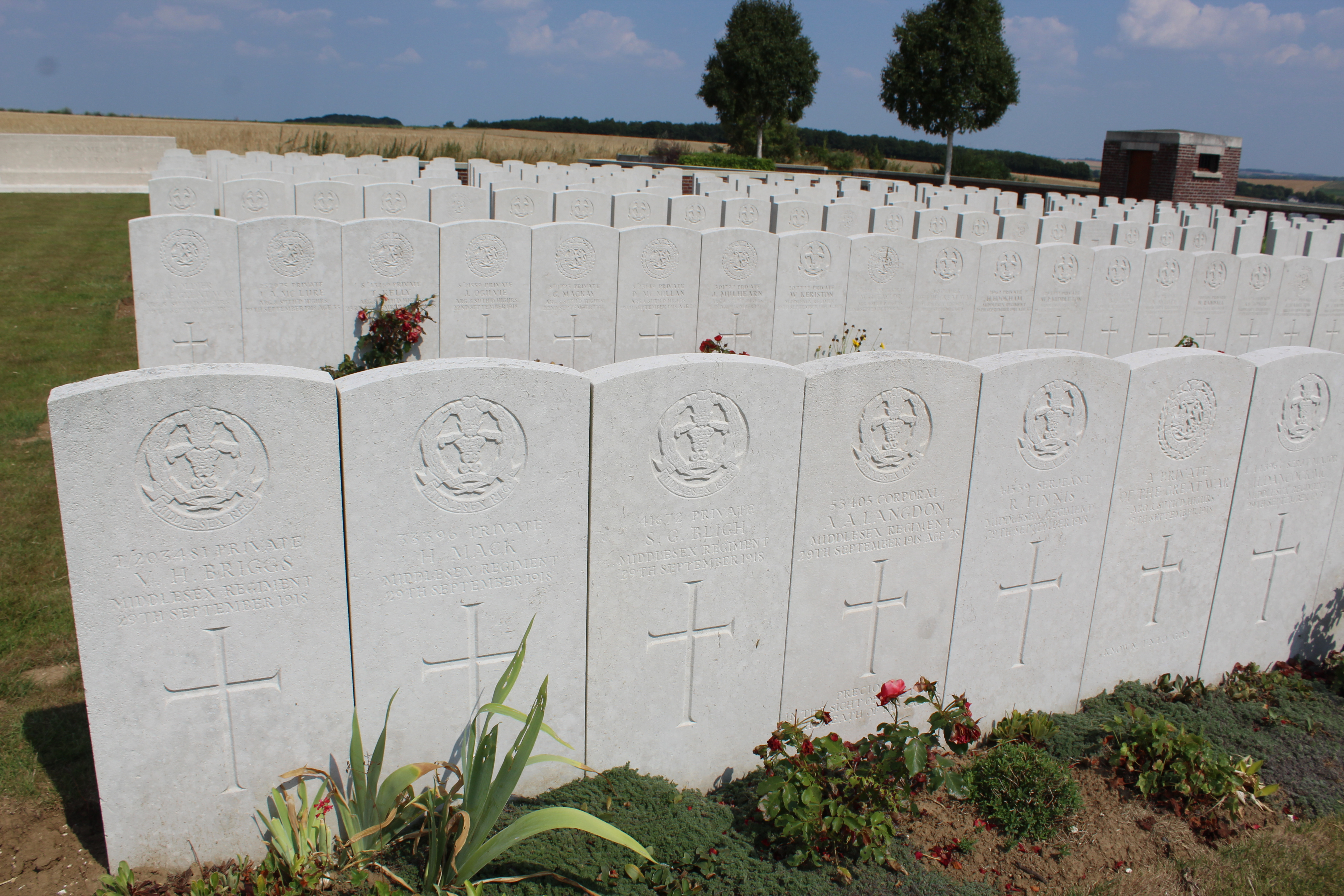
Tombes de soldats britanniques tombés le 28 septembre 1918.

## Sépultures
| Pays             | Sépultures |
| ---------------- | ---------- |
| Royaume-Uni      | 702        |
| Australie        | 1          |
| Nouvelle-Zélande | 23         |
| Canada           | 5          |
| Afrique du Sud   | 1          |
| Allemagne        | 13         |
| Total            | 745        |